# Kreuzkopf (Zentrale Schobergruppe)
Der Kreuzkopf ist ein 3102 m ü. A. hoher Berggipfel der Schobergruppe im Bezirk Spittal an der Drau im österreichischen Bundesland Kärnten. Er wurde erstmals am 2. August 1890 von Ludwig Purtscheller bestiegen.

## Lage
Der Kreuzkopf liegt im Zentrum der Schobergruppe an der Gemeindegrenze zwischen Heiligenblut am Großglockner im Westen und Großkirchheim im Osten. Er befindet sich zwischen dem Großen Hornkopf im Südwesten (3251 m) und dem Kögele (3102 m) im Nordwesten, wobei Großer Hornkopf und Kreuzkopf durch die Hornscharte (2958 m) getrennt werden. Zwischen Kögele und Hornkopf liegt der Nordgrat des Kreuzkopfs, der Ostgrat fällt ins Tal des Gradenbachs ab und verfügt über eine steile Südflanke. Die Westwand fällt zum Hornkees ab, das sich zwischen dem Westgrat des Großen Hornkopfs, Kreuzkopfs und des Kögele erstreckt. Nordöstlich befindet sich das Innerkar, in dem der Innerkarbach (auch: Holderbach) entspringt. Mit der Elberfelder Hütte im Westen und der am Gradensee liegenden Adolf-Noßberger-Hütte befinden sich zwei Schutzhütten in der Nähe des Kreuzkopfs.

## Aufstiegsmöglichkeiten
Die technisch einfachste Möglichkeit für den Anstieg auf den Kreuzkopf bietet sich von der östlich gelegenen Gradenalm. Von ihr aus wendet man sich zunächst westlich zur Schlucht des Innerkarbachs und steigt durch die Bachschlucht auf. Der südlich das Innerkar begrenzende Ostgrat des Kreuzkopfs weist mit der Speikscharte eine Einstiegsmöglichkeit auf den Ostgrat auf, die man teilweise über einen Kamin erklettern muss. Der Schlussanstieg erfolgt zunächst am Grat, danach links des Ostgrats bis zum Gipfel (II). Als alternative An- oder Abstiege bieten sich die Westwand (II) und der Nordgrat über das Hornkees (III-) an.